# Manasztirszko Dolenci
Manasztirszko Dolenci (macedónul: Манастирско Доленци) település Észak-Macedóniában, a Délnyugati körzet Kicsevói járásában, 2013-ig a Drugovói járás része volt, ami teljes egészében beolvadt a Kicsevói járásba.

## Népesség
| Lakosok száma | 234  | 243  | 210  | 188  | 175  | 126  | 109  | 40   |
|               | 1948 | 1953 | 1961 | 1971 | 1981 | 1991 | 2002 | 2021 |

2002-ben 109 lakosa volt, akik közül 108 macedón és 1 szerb.